# William of Brompton
William of Brompton († nach 26. Juni 1294) war ein englischer Richter.

## Herkunft und Aufstieg zum Richter
William of Brompton benannte sich womöglich nach dem Dorf Potter Brompton bei Ganton im East Riding of Yorkshire. Möglicherweise war er der William of Brompton, der sich zwischen 1284 und 1286 wegen der Aufhebung einer Dienstpflicht an seinen Lehnsherrn Robert of Everingham gewandt hatte. Nach einem Chronisten des Kathedralpriorats von Durham hatte Brompton enge Kontakte zur Adelsfamilie Neville of Raby. 1258 diente er als Bevollmächtigter des verstorbenen Nigel de Amundeville, dessen Besitzungen bei Southoe in Huntingdonshire an den Earl of Gloucester fielen. Vermutlich diente Brompton zu dieser Zeit bereits als Schreiber am Common Bench. Vor 1270 wechselte er wohl als Schreiber an den King’s Bench. Wenig später trat er aber in den Dienst des Richters Roger of Seaton, der 1274 Chief Justice of the Common Bench wurde. 1275 war Brompton ein ranghöherer Schreiber am Common Bench. Dabei verfügte er offenbar über ausreichende Mittel, um Geld zu verleihen. 1276 nahm er als Schreiber an einer von Roger of Seaton geleiteten Gerichtsreise durch Bedfordshire teil. Im November 1276 wurde er zum Keeper of the Rolls and Writs des King’s Bench ernannt. Dieses Amt übte er vermutlich aus, bis er 1278 zum Richter am Common Bench ernannt wurde.

## Tätigkeit als Richter am Common Bench
Brompton gehörte wahrscheinlich neben dem Chief Justice Thomas Weyland zu den führenden Richtern an dem Gerichtshof, an dem zu der Zeit fünf Richter tätig waren. Er unterstützte 1278 in einem Verfahren den Standpunkt des Richters John de Lovetot, der in einem Streitfall zwischen einem Pächter und dem Landbesitzer die Position des Pächters vertrat, während der Chief Justice Weyland auf der Seite des Landbesitzers stand. Auch in mehreren anderen Fällen kam er zu einem anderen Urteil als seine Richterkollegen.

## Entlassung als Richter und Bestrafung
Nachdem König Eduard I. nach einem mehrjährigen Aufenthalt in seinen französischen Besitzungen 1289 nach England zurückkehrte, wurden gegen zahlreiche Richter Beschwerden vorgebracht. Gegen Brompton wurden mit 26 mit die meisten und schwerwiegendsten Anschuldigungen vorgetragen. Er soll unter anderem Bestechungsgelder angenommen, eine Jury zur Änderung ihrer Entscheidung genötigt und Prozesse unnötig vertagt haben. Daraufhin wurde er Anfang 1290 zusammen mit Chief Justice Weyland und zwei weiteren Richtern des Common Bench entlassen. Weil er 1288 ein Vergehen von Weyland geduldet hätte, wurde er schließlich vom König zur Zahlung einer hohen Geldstrafe verurteilt. Die Höhe der Strafe ist nicht bekannt, doch zwischen April 1290 und Ende Juni 1294 zahlte Brompton insgesamt 6000 Mark (umgerechnet £ 4000) an die Krone. Nach seiner Entlassung wurde er nicht wieder zum Richter ernannt.